# Relations entre la Croatie et la Serbie
Cet article décrit les relations entre la Croatie et la Serbie, deux pays slaves des Balkans, du Ier siècle à aujourd'hui.

## Contextualisation historique
Les Serbes et Croates ont une quasi similarité au sein du peuple slave, la différence était de l'ordre géographique et de la souveraineté. Les Slaves étaient une société tribale. On trouve la trace des Serbes et des Croates dans le Caucase dès 50 apr. J.-C. 500 ans plus tard, la Croatie blanche et la Serbie blanche étaient voisines. Les Serbes et les Croates se sont installés en même temps dans les Balkans vers l'an 600.
Avant le schisme de 1054, les souverains serbes et croates étaient des alliés fidèles, contre les Hongrois, les Francs, les Bulgares et même les Byzantins. Parfois, le roi de Croatie était aussi roi de Serbie, ou inversement, comme sous la dynastie des Vlastimirović. 
Le schisme de 1054 divisa religieusement les Croates et les Serbes : tous deux restèrent chrétiens, mais les Croates adoptèrent la religion catholique, tandis que les Serbes adoptèrent l'orthodoxie. À partir de cette séparation religieuse, l'alliance fut rompue ; les Serbes et les Croates durent se battre seuls contre leurs ennemis. Les Hongrois en profitèrent. En 1096, les Croates furent défaits par les Hongrois. Après la défaite de l'armée croate, la Croatie disparut de la carte de l'Europe et fut intégrée à la Hongrie (Pacta conventa) en 1102 — l'État croate indépendant ne fit sa réapparition que 816 ans plus tard en 1918. La Serbie, quant à elle, résista bien mieux et devint même sous l'empereur Dusan (1331 à 1355) l'État le plus puissant de la région. Mais en 1459, elle fut vaincue par les Ottomans, déjà victorieux à Byzance en 1453. Les Ottomans ne s'arrêtèrent pas là : ils occupèrent aussi la Hongrie, et donc la Croatie. C'est ainsi que les Serbes et les Croates renouèrent contact sous l'administration ottomane.
Après le reflux des Ottomans dû en grande partie aux Habsbourgs, les Serbes très en pointe dans la lutte contre les Ottomans reçurent au sein de l'empire d'Autriche des avantages sociaux importants que n'avaient pas les Croates, un statut spécifique les exemptant d'impôts à l'égard des féodaux et des cléricaux croates, leur octroyant la liberté de conserver leur culture et leur religion, en échange d'une obligation de prendre les armes en cas d'invasion ottomane (voir migrations serbes et Confins militaires). Cette différence de traitement créa une première détérioration de l'affection qu'avaient les deux peuples réciproquement, les populations croates supportant mal les avantages des nouveaux venus au sein de l'empire d'Autriche-Hongrie. Des serfs croates, abandonnant la noblesse croate, partirent pour les confins afin de rejoindre l'Église orthodoxe serbe et donc profiter des avantages de leur statut au sein de l'Empire, provoquant la colère de la noblesse croate vis-à-vis des Serbes des confins.

## Dans la première Yougoslavie
En 1918, lors de la création de la Yougoslavie (le « pays des Slaves du Sud » : « youg- » (jug) = Sud), le roi de Yougoslavie donna moins d'autonomie aux Croates qu'ils n'en avaient sous la domination hongroise. La première Yougoslavie était un État fortement centralisé construit sur le modèle de la France républicaine, alors que l'empire d'Autriche-Hongrie était bien moins centralisateur. Cela poussa en Croatie à la création d'une forme de mouvement autonomiste et indépendantiste dirigé contre la monarchie de Belgrade ; le plus connu fut le Parti paysan croate. Les tensions entre les Serbes et les Croates augmentèrent au cours des années 1920 et 1930. Les Croates, qui avaient été parmi les plus grands défenseurs de la Yougoslavie avant 1918, bien plus que les Serbes en tout cas, comptaient parmi eux à présents des groupes nazis, comme le Parti croate du Droit. Lors de l'occupation de la Yougoslavie par les nazis, la Yougoslavie fut divisée. Les nazis croates, forts du soutien d'une large part de la population croate, formèrent alors pour la première fois depuis 1102 un État indépendant de Croatie. La politique de leur leader, Ante Pavelić, fut extrêmement dure envers les Serbes qui furent présents dans ses frontières : pour lui, un tiers des Serbes devait être exterminé, un autre tiers converti au catholicisme et enfin le dernier tiers devait être chassé de Croatie. Pour appliquer cette politique, la Croatie fit construire le camp de concentration de Jasenovac. Il fut le seul camp d'extermination de la Seconde Guerre mondiale non géré par les nazis de sa construction jusqu'à sa destruction. Jasenovac fut le plus grand camp de Croatie et le troisième camp de la mort le plus « productif » après ceux d'Auschwitz et de Treblinka,.
Sa politique d'extermination envers les Serbes de Croatie et de Bosnie (qui étaient incorporés à la Grande Croatie), les poussa dans les bras du communiste Tito qui pourtant était lui aussi Croate de par son père.
C'est à partir de la Seconde Guerre mondiale que les Serbes survivants développèrent vis-à-vis des Croates un esprit de vengeance. L'alliance millénaire entre Serbes et Croates était terminée. 
On estime, selon le rapport du gouvernement Roosevelt en vue de la conférence de Yalta (1943), que 744 000 Serbes furent exterminés, dont 600 000 par le gouvernement oustachi. Ce rapport ne tient pas compte des victimes militaires, des résistants ni des populations victimes des raids de l'aviation, mais uniquement des victimes, hommes, femmes, enfants éliminés de façon organisée par les nazis croates.

## De la période titiste à 1995 (période Tito)
La Yougoslavie de Tito de 1945 à 1980 n'a en fait servi que de glacis à la situation qui avait résulté de la Seconde Guerre mondiale. La fracture entre Serbes et Croates avait déjà été consommée. Lorsque la Croatie déclara son indépendance le 25 juin 1991, les Serbes de Croatie refusèrent immédiatement cet état de fait et cherchèrent auprès de l'État fédéral de Belgrade une protection. Les Serbes de Krajina et de toute la Croatie, en tout 600 000 personnes soit 12 % de la population avaient peur d'un État croate indépendant car ils l'identifiaient à l'État indépendant de Croatie qui avait exterminé une partie d'entre eux dans le camp de concentration de Jasenovac. Certaines « maladresses » croates comme le choix du drapeau du nouvel État presque identique aux drapeaux des oustachis fit basculer la majorité des Serbes dans le séparatisme. Ils prirent alors les armes et combattirent pour l'indépendance de la république serbe de Krajina. Les Serbes de Croatie perdirent la guerre contre la Croatie qui grâce au soutien des États-Unis organisa son armée. Au cours de l'opération Tempête en août 1995, l'armée croate chassa de Croatie environ 150000 Serbes. L'opération Tempête reçut comme surnom de la part des Serbes de Croatie le nom de « traîtrise », car ils soupçonnaient Slobodan Milošević d'avoir « donné » la république serbe de Krajina à Franjo Tuđman en échange de son soutien dans le partage de la Bosnie entre la Croatie et la Serbie. En plus d'un partage de la Bosnie, les deux hommes auraient aussi échangé une partie de l'arrière-pays de Dubrovnik peuplé de Serbes contre l'abandon de revendications de la Croatie sur la péninsule de Prevlaka qui contrôle l'accès au bouches de Kotor.

## De la paix de Dayton à déclaration d'indépendance du Kosovo
En novembre 1995 les accords de Dayton mirent fin à la guerre entre Croates et Serbes. 
En août 1996 grâce à l'accord serbo-croate, une certaine normalisation entre les deux pays fut instaurée, reconnaissance mutuelle dans le cadre des frontières internationalement reconnues, la Serbie abandonne toute revendication sur la Slavonie orientale et occidentale, la Krajina et la Baranja. 
En 1999, l'armée serbe évacue la Slavonie orientale à la suite de l'accord signé en 1996. Mais les rapports entre les deux États et les deux peuples ne purent réellement se stabiliser qu'après le décès de Franjo Tuđman décembre 1999) et la révolution du 5 octobre 2000 en Serbie qui chassa Slobodan Milošević du pouvoir.
La reprise des relations serbo-croates profita surtout à la Croatie avec l'arrivée du tourisme de masse et l'inflation importante, le prix des denrées de base ayant explosé en Croatie, alors que les salaires n'ont pas suivi. Il est courant de voir des Croates traverser la frontière serbe ou de la république serbe de Bosnie pour aller faire « leurs courses » chez leurs voisins serbes. Zagreb tente aussi de faire de sa capitale le centre du monde « serbo-croate » en attirant les sièges des grandes compagnies internationales travaillant dans la région de Zagreb. Les échanges entre Zagreb et Belgrade allaient dans le bon sens ainsi que les rapports entre les deux peuples. Belgrade accepta même que la notion de continuité étatique de la Yougoslavie concerne aussi Zagreb chose qu'elle avait toujours refusé à toutes les républiques ex-yougoslaves. En 2002, Zagreb et Belgrade signent un accord sur Prevlaka effaçant ainsi le dernier point qui aurait pu nuire à leurs bonnes relations futures. Les deux États pensaient en avoir terminé avec les conflits.
Jusqu'à la déclaration d'indépendance unilatérale du Kosovo en février 2008. La Croatie fait en effet partie de la quarantaine de pays qui ont reconnu la déclaration d'indépendance du Kosovo. Cette reconnaissance croate durcit fortement la politique du jeune ministre des Affaires étrangères de la Serbie Vuk Jeremić envers la Croatie. On parle à Belgrade, dans les milieux radicaux, de suspendre toutes les relations avec la Croatie.

## Politique de réconciliation serbo-croate ou le rapprochement de l'Union Européenne
À la suite de la volonté croate et serbe de rejoindre tous les deux l'UE et donc de supprimer les frontières entre ces deux États, frontière établie à la suite des guerres des années 1990, les deux présidents ont posé les bases d'une politique de réconciliation à Vukovar,,,.

### Renforcement important de la coopération économique entre les 3 grands d'ex-Yougoslavie
En avril 2011, à Smederevo, en Serbie, les trois chef d'état, le président de Serbie Boris Tadić et les Premiers ministres de Croatie et de Slovénie Jadranka Kosor et Borut Pahor ont signé l'accord sur la création du Consortium Serbie - Croatie - Slovénie,,.
En vertu de l’accord, les affaires communes seront convenues par le biais de la Commission pour la coopération économique des trois États et sera également établi un groupe de travail pour la coopération sur les marchés tiers. Les affaires seront menées conjointement par des consortiums serbes, croates et slovènes, et les buts prioritaires seraient au début les marchés d’Asie, d’Afrique, de Russie et de Turquie. Le premier travail commun des Serbes, des Croates et des Slovènes devrait être, selon certaines annonces, la construction de 149 chars que l’ancienne Yougoslavie a vendus au Koweït, ce que la Serbie ne peut pas faire seule en raison des capacités insuffisantes. Outre l’industrie militaire, il y a également le plus d’espace pour des projets communs dans les industries de génie civil et alimentaire, ainsi que dans les domaines des transports, du commerce et des services.

#### Coopération judiciaire entre la Croatie et la Serbie sur les crimes de guerre
Lors d'une réunion à Sarajevo en janvier 2012, les gouvernements croate et serbe ont adopté une série de mesures visant à juger les criminels de guerre. Dans le but d'éviter la politisation des procès, ces criminels, qu'ils soient arrêtés en Serbie ou Croatie, seront jugés dans leur pays d'origine.